# Frank Chavez
Francisco "Frank" I. Chavez (Sagay, 6 februari 1947 – Pasig, 11 september 2013) was een Filipijns advocaat en Sollicitor-General van de Filipijnen. Chavez werd bekend als mensenrechtenadvocaat tijdens het bewind van Ferdinand Marcos en zijn kruistocht tegen corruptie en andere misstanden in de Filipijnse overheid in de periode daarna.

## Biografie
Frank Chavez werd geboren op 6 februari 1947 in barangay Bateria in Sagay in de provincie Negros Occidental. Hij was een van de tien kinderen van kolonel Ladislao L. Chavez en lerares Minerva Ibrado Chavez. Hij behaalde in 1967 summa cum laude een Bachelor of Arts-diploma Engels aan het West Negros College in Bacolod. Vier jaar later voltooide hij cum laude een bachelor-opleiding rechten aan de University of the Philippines. Het jaar erop slaagde hij voor het toelatingsexamen (bar exam) van de Filipijnse balie. Na zijn studie werkte hij als advocaat-partner van SyCip Salazar Hernandez & Gatmaitan Law Offices. Al tijdens zijn studie was Chavez actief in de anti-Marcos-beweging. Na zijn afstuderen continueerde hij dit. In 1983 richtte Chavez de Brotherhood of Nationalistic, Involved and Free Attorneys to Combat Injustice and Oppression (BONIFACIO) op. Deze organisatie gaf van 1983 tot 1986 gratis juridisch advies aan slachtoffers van mensenrechtenschendingen en hun familieleden. In deze periode verdedigde Chavez 500 politieke gevangenen van het Marcos-bewind. Na de val van Marcos door de EDSA-revolutie werd Chavez in 1987 onderscheiden als een van de Ten Outstanding Young Men (TOYM). 
Datzelfde jaar stopte hij als advocaat bij SyCip Salazar Hernandez & Gatmaitan Law Offices, toen hij door president Corazon Aquino werd benoemd tot Sollicitor General van de Filipijnen. Hij was op het moment van zijn benoeming met zijn 40 jaar de jongste in deze functie ooit. Hij won 74 van de 81 zaken namens de regering/president. Zo besloot het Hooggerechtshof van de Filipijnen onder meer dat het Comprehensive Agrarian Reform Program (CARP) niet strijdig was met de grondwet, dat de president gerechtigd was om terugkeer van de familie-Marcos te blokkeren en dat ze het monopolie van Philippine Long Distance Telephone Company mocht aanpakken. Verder begon hij bij het Sandiganbayan 39 rechtszaken tegen handlangers van Ferdinand Marcos en diende hij meer dan 75 aanklachten in tegen voormalig first lady Imelda Marcos. Ook ondernam hij juridische acties om het vermogen van Marcos op banken in Zwitserland terug te krijgen. Verder onthulde hij in deze periode misstanden bij de Philippine Commission for Good Governance (PCGG), hetgeen leidde tot een complete reorganisatie en onthulde hij een corruptiezaak bij Philippine Airlines (PAL), waar hij in die tijd lid was van de raad van bestuur. In februari 1992 nam Chavez ontslag als Sollicitor-General, om deel te kunnen nemen aan de verkiezingen kort daarop. 
Bij deze verkiezingen van 1992 was Chavez een van de kandidaten voor een zetel in de Filipijnse Senaat. Hij eindigde daarbij als 35e, onvoldoende voor een van de 12 beschikbare zetels in de Senaat. Nadien was hij tot 1999 werkzaam als advocaat-partner van het nieuwe advocatenkantoor op Chavez Laureta & Associates. Vanaf 2000 ging het kantoor verder onder de naam Chavez Miranda & Aseoche Law Offices. In 2004 deed Chavez opnieuw mee aan de verkiezingen voor de Filipijnse Senaat. Hij slaagde er opnieuw niet in om een plek bij de eerste 12 kandidaten te bemachtigen. Naast zijn reguliere werk als advocaat bleef Chavez zich inzetten tegen misstanden bij de Filipijnse overheid. Zo diende hij in 2005 een aanklacht in tegen minister van Justitie Raul Gonzales, die weigerde om onderzoek te doen naar het vermogen van een voormalig minister van Justitie op een Zwitserse bankrekening, dat naar verluidt op illegale wijze zou zijn vergaard. In 2009 publiceerde hij het boek "Blighted" over corruptie tijdens het presidentschap van Gloria Macapagal-Arroyo. Twee jaar later spande Chavez bij de Filipijns ombudsman een zaak aan tegen Macapagal-Arroyo wegens fraude. Deze zaak werd wegens gebrek aan bewijs geseponeerd.
Chavez werd in juli 2013 opgenomen in Medical City in Pasig met maligne lymfoom. Daar overleed hij enkele maanden later op 66-jarige leeftijd aan een hersenbloeding. Hij was getrouwd met Juanita "Jean" Rivera en kreeg met haar drie dochters.